# Australische bergeend
De Australische bergeend (Tadorna tadornoides), ook wel Australische casarca is een eend uit de familie van de Anatidae.
Het is een endemische vogelsoort uit Australië.

## Beschrijving
De Australische bergeend is net zo groot als een Euroaziatische bergeend (of casarca), 55 tot 73,5 cm lang. Een grote eend met opvallend verenkleed. Het mannetje is overwegend donker gekleurd met een kastanjebruine buik, een duidelijke witte ring om de nek en een donkergroene kop. Het vrouwtje ziet er bijna hetzelfde uit, maar bij haar is de witte ring niet zo duidelijk, maar ze heeft wel witte vlekken op de kop. Beide sekse hebben op de vleugels een opvallende groene "spiegel" en een grote witte vlek.

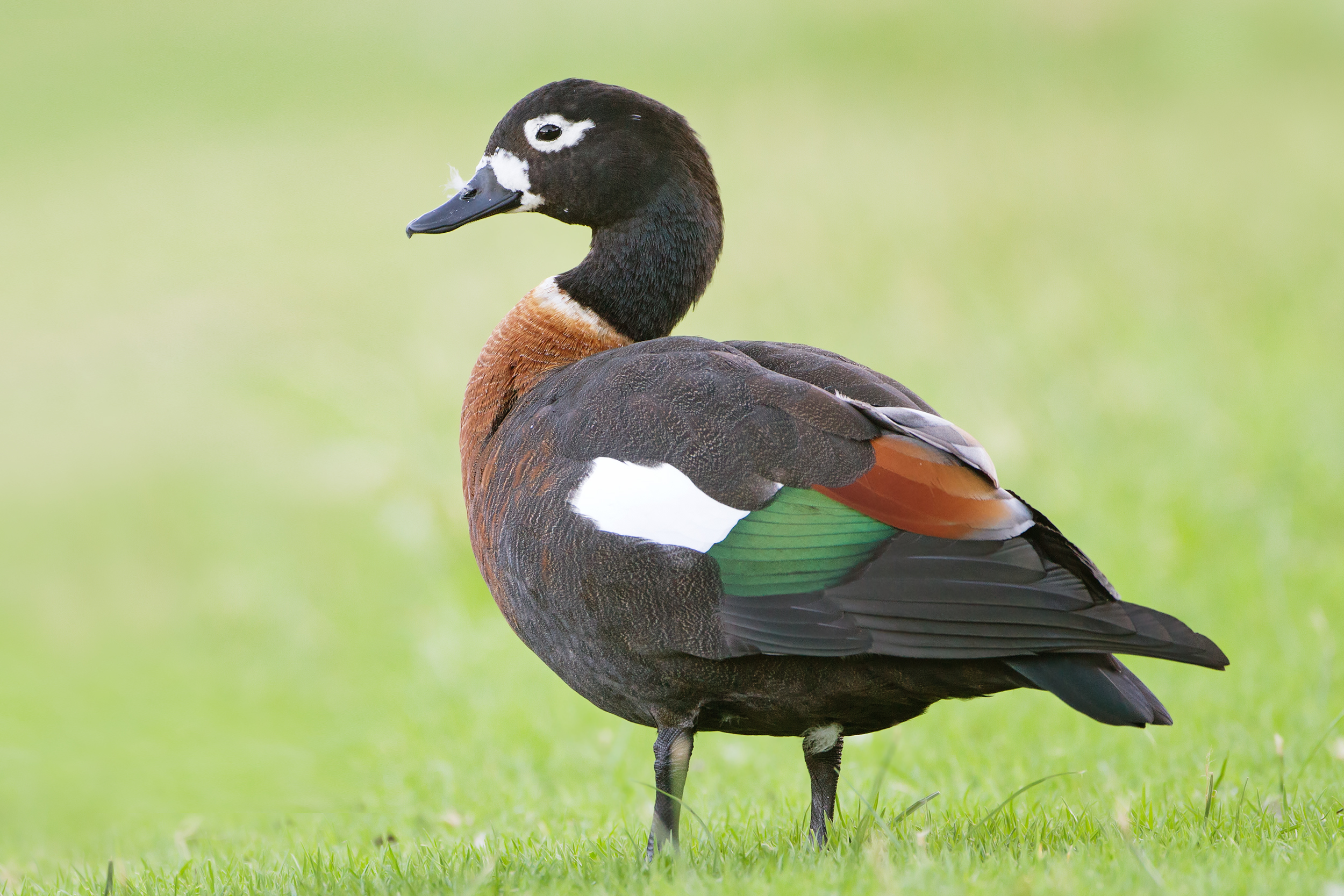
Vrouwtje
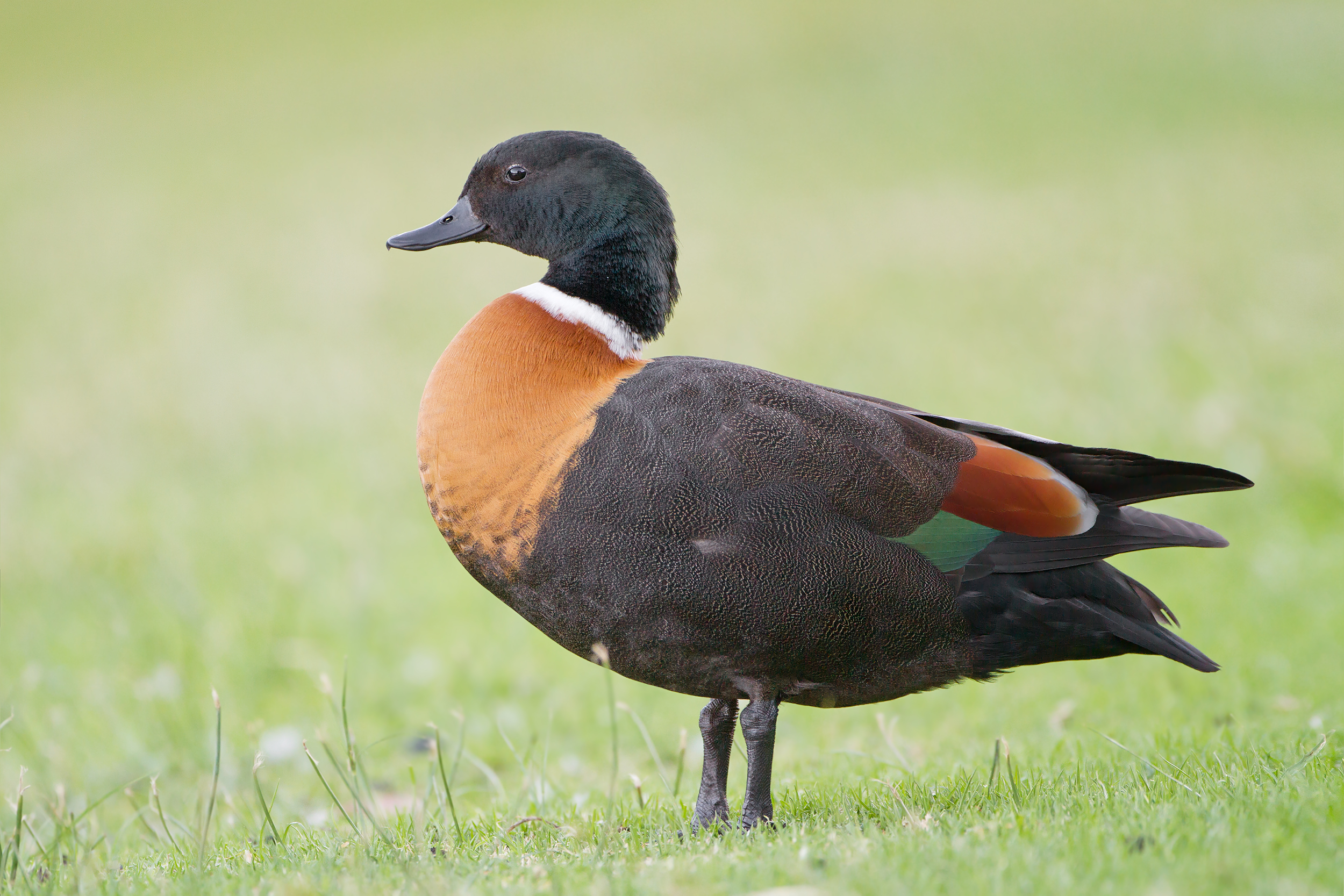
Mannetje

## Voortplanting
Het legsel bestaat uit 10 tot 14 cremekleurige eieren, die in een hol nabij water worden afgezet. Ze worden ongeveer 30 dagen bebroed.

## Voorkomen en leefgebied
De Australische bergeend komt voor in het zuiden van Australië, vooral in de zuidoostelijke hoek en op Tasmanië en verder in de zuidwesthoek van West-Australië. Het is een eend van grote ondiepe zoete en brakke wateren met eilanden, zandafgravingen, akkergebieden met korte gewassen in de buurt van water en met wat bos of geboomte. Net als de gewone bergeend nestelt de Australische bergeend in holen en vormen ze in de tijd dat ze ruien concentraties op grote wateren. Tijdens de winter trekken veel vogels naar plaatsen iets noordelijker in Australië.
Het is geen bedreigde diersoort, maar het is in Australië een beschermde vogelsoort.